# Mihai Chiruță
Mihai Chiruță (Botoșani, 26 de septiembre de 1998) es un deportista rumano que compite en remo.
Ganó dos medallas de bronce en el Campeonato Europeo de Remo, en los años 2022 y 2025. Participó en los Juegos Olímpicos de París 2024, ocupando el séptimo lugar en la prueba de scull individual.

## Palmarés internacional
| Campeonato Europeo | Campeonato Europeo | Campeonato Europeo | Campeonato Europeo |
| Año                | Lugar              | Medalla            | Prueba             |
| ------------------ | ------------------ | ------------------ | ------------------ |
| 2022               | Múnich (Alemania)  | Medalla de bronce  | Cuatro scull       |
| 2025               | Plovdiv (Bulgaria) | Medalla de bronce  | Scull individual   |